# Драганово (област Велико Търново)
Вижте пояснителната страница за други значения на Драганово.
Драгàново е село в Северна България. То се намира в община Горна Оряховица, област Велико Търново. Според данните на НСИ към 15.9.2022 г. е второто село в областта по брой на населението след Първомайци.

## География
Драганово е разположено край река Янтра на десния ѝ бряг. Землището на селото е около 65 000 дка земя, пасища и гори.

## Местности
В землището на селото, се срещат местностите: Добринка, Каламба, Орту Орман, Мердина, Бели бряг, Басановец, Дългите кории и други.

## История

### Основаване
Драганово е възниквало в края на XII и началото на XIII век и носи името на основателя си – Драган, живял още преди османската власт. На изток граничи със землището на Горски горен Тръмбеш и Горски долен Тръмбеш, на север и северозапад – със землищата на селата Сушица, Стрелец и Петко Каравелово; на запад – с. Янтра и Крушето, а на юг с гр. Долна Оряховица. Предвид големите мащаби е било едно голямо пазарно средище в региона. В землището се срещат останки от римски и тракийски селища в следните местности: Гаджаала, Ташлука, Борушко кале, Кадън бунар и Пазарски път. Срещат се и много останки от укрепления в Мал тепе, Ташлика, Борушко кале, Тръмбешко кале. През селото е минавал средновековния път от Търново за Дръстър (Силистра).

### Трета Българска държава
В България химнът ИНТЕРНАЦИОНАЛ е изпълнен за пръв път през 1897 г. в с. Драганово, Великотърновско. По това време в селото е учител Никола Михов, бъдещият академик и преподавател по библиотекознание в Стопанската академия в Свищов. Неговият брат Михаил Михов по същото време е студент във Франция и му изпраща оттам нотите и френския текст. Никола Михов заедно с други членове на местния социалистически кръжок разучават химна и го изпълняват за пръв път на една от тайните си сбирки.
При избухването на Балканската война в 1912 година 5 души от селото са доброволци в Македоно-одринското опълчение. През 1916 година били докарани пленени сръбски войници. Работели по Драгановските поляни, след това българските главнокомадващи в областта са ги отвели. През 1922 година в селото се образува Младежко комсoмолско дружество. Първия филм в селото е прожектиран в дюкяна на Никола Златев. През 1922 година Христо Акиванов внася първия кино апарат в селското казино. По-късно продължава да прожектира филми и нарича своето кино „Лада“. Земеделска конференция се провежда в селото през 1923 година. В периода 1928 – 1934 село Драганово е център на новосформирана община влючваща селата:Стрелец, Горски Горен Тръмбеш и Горски Долен Тръмбеш.
През 1935 до 1945 г. населението на Драганово е наброявало около 9000 жители. Поминъкът е бил земеделие, животновъдство, градинарство и риболов. Но тъй като населението е било многочислено, е било много трудно да се изхранва с тия занаяти. По-будните и предприемчиви са се насочили към гурбетчийство. Отначало са ходели по градини и са се завръщали в село през късна есен, за да предоставят на семействата си средства за съществуване и да могат децата да се учат. Но след известно време са започнали да закупуват земя за градинарство и много от тях се установяват там за постоянно. Най-много хора са се установили в Унгария, Австрия, Чехия, Полша и Австралия.
През годините са израствали много видни личности и писатели – Камен Зидаров, Асен Разцветников, Владимир Русалиев и др. Имало е две основни училища, в които са се учили над 400 -500 деца, а сега са едва наполовина. Едното училище вече е изоставено, а то по време на войната 1939 – 1944 г. е било гимназия, в него се е помещавал даже хирургически сектор от Александровската болница.
Преди 1940 година в Драганово е било силно развито частното занаятчийство. Имало е около 5 – 6 ковачници и работилници за каруци и дърводелски работилници около 5 – 6. Имало е 7 – 8 шивашки работилници, магазини и кръчми около 30 на брой, също така и две валцови мелници, които са посрещали клиенти от околните селища, 2 – 3 работилници за ремонт на велосипеди и мотори.
- В селото има 1400 сгради и 990 домакинства. Жителите са около 3000 души. Тенденцията е – катастрофално намаление на населението. Демографските показатели сочат застаряване на населението.

Останалите в Драганово хора са се занимавали предимно със земеделие и животновъдство. През периода от 1939 до 1948 г. в Драганово е имало над 25 000 глави рогат добитък, свине, коне, кози, биволи и др. Обработвала се е около 40 000 дка земя. След 1945 г. се създава ТКЗС, впоследствие се разраства и става средище на няколко околни села: Горски горен Тръмбеш, Стрелец и с. Сушица. Окрупняват се ферми, овощни градини, зеленчукови градини, лозя и др. В землището има около 10 – 15 чешми по полето, направени за водопой на животните.

### Народна Република България
Активисти на БРП и БЗНС свалят от власт общинското управление до 1945 безкръвно. Първият кмет след 1945 е Григор Бялков. Провеждат се т. нар. ударни дни за благоустрояване на селото.
Изключително добре е бил развит спортът в Драганово. През 1948 г. е построен първият селски стадион в България с олимпийски размери. Имало е два футболни отбора и отбори по лека атлетика, баскетбол, тенис, колоездене и други. Тук са се родили много заслужили майстори на спорта. Георги Тихов е четвърти в Европа от първенството в Атина през 1969 г., Костадин Гемов – балкански шампион по десетобой – един от създателите на хокея на лед в България. Илия и Мартин Бъчварови – хокеисти, играли дълги години в Националния отбор на България. Тук са се родили още много таланти, които са се изявили в България и в чужбина.
През 1977 г., в селото е издигнат паметник на химна на Социалистическия интернационал, по проект на арх. Боян Радославов. Паметникът представлява две издигнати нагоре ръце, между които е поставена плоча с първите три стиха от песента. Това е най-вероятно единственият паметник, издиган на „Интернационала“.

### Република България
През лятото на 2003 г. след няколкогодишно прекъсване бе възстановен футболният отбор на селото, който има много добри традиции в областната група. Настоящото име на отбора е „ФК ЯНТРА 2003“ и се представя много успешно в областното футболно първенство.

## Население
Численост на населението според преброяванията през годините:
| \| Година на преброяване \| Численост \| \| --------------------- \| --------- \| \| 1934 \| 5641 \| \| 1946 \| 5459 \| \| 1956 \| 4304 \| \| 1965 \| 4027 \| \| 1975 \| 3808 \| \| 1985 \| 3567 \| \| 1992 \| 3209 \| \| 2001 \| 2958 \| \| 2011 \| 2696 \| \| 2021 \| 1925 \| |           |
| Година на преброяване | Численост |
| 1934 | 5641      |
| 1946 | 5459      |
| 1956 | 4304      |
| 1965 | 4027      |
| 1975 | 3808      |
| 1985 | 3567      |
| 1992 | 3209      |
| 2001 | 2958      |
| 2011 | 2696      |
| 2021 | 1925      |

### Етнически състав
Преброяване на населението през 2011 г.
Численост и дял на етническите групи според преброяването на населението през 2011 г.: 
|                     | Численост | Дял (в %) |
| Общо                | 2469      | 100,00    |
| Българи             | 1522      | 61,64     |
| Турци               | 666       | 26,97     |
| Цигани              | 51        | 2,06      |
| Други               | 11        | 0,44      |
| Не се самоопределят | 8         | 0,32      |
| Неотговорили        | 211       | 8,54      |

## Административно деление
Селото е разделено на четири махали:Горна, Долна, Средна и Крайна.

## Религия
Най-голямата религиозна група е тази на православното християнство. По-малка част изповядват ислям.
Първият свещеник в селото е Марко Ненов от рода Гогеви.
- Православен храм „Св. Богородица“" – е построена през 1878 година. Осветена е от Русенския митрополит Григорий. Инициатори за построяване на църквата са: свещеник Стамат Върбанов, Доню Дачев и Янко Каранедев.

## Образование

### Основно училище „Христо Ботев“
Първото частно училище в селото е основано през 1840 година. Първоначално се е помещавало в зимници, дюкяни и чести къщи. Броят на обучаваните ученици е бил не повече от 10 през първите години. Години по-късно се построяват две училищни сгради в горната и долната махала.

## Култура

### Народно Читалище „Земеделец“
Културната институция в селото е основана на 18 януари 1888 г., като негови учредители са учителите Петко Тод. Коларов и Марин Пенков. Пръв председател на привременното настоятелтво става Петко Коларов.

### Народно читалище „Развитие“
Учителите, които са имали леви политически идеи – Марин Пенков, Димитър Караннешев, Петър Стойков и Петър Ив. Попов, основават читалище „Развитие“ през 1893 г. Пръв председател на читалището е бил Димитър Г. Каранешев.
Създават се първите театрални колективи в читалищата. Културният живот на селото са обогатява значително, след като на сцените на културните домове, се изиграват пиеси по „Хъшове“ от Ив. Вазов, „По неволя доктор“ от Молиер, „Райна Княгиня“ от Д. Войников, „Отмъщение“ от Л. Биго, „Сиромах Стончо“, „Инатът на жените“.

### Читалище „Съединение“
През началото на XX век двете читалища се обединяват под името „Съединение“. Провежда се литературно четени с писателите Асен Разцветников, Ангел Каралийчев и Никола Фурнаджиев. На тази дейност присъстват много читатели и драгановчани.

## Спорт
- ФК „Янтра“, Драганово

## Стопанство
Тютюнева кооперация „Драганово“ е основана през 1921 година.
В селото е основано ТКЗС през 1949 година. Първи председател е Ангел Бочев.

### Машиностроителен завод
Завод за машинни детайли за металорежещи машини в Драганово е основан през 1971. Предприятието е подразделение на ДСО „ЗММ“ – София. Първи директор на предприятието е Иван Донев, а главен счетоводител – Йордан Димитров Чолаков.

## Личности
- Драганово е село на градинари и поети Илия Гогев, Трифон Калфов – художник

Личности родени в Драганово са:
- Асен Разцветников (1897 – 1951) – български поет, писател и преводач;
- Бончо Бочев (1899 – 1975) – български музикален педагог и хоров диригент, основал хор „Бодра смяна“;
- Владимир Русалиев (1899 – 1973) – български поет;
- Григор Първев (1922 – 2019) – български художник, живял и работил в гр. Троян;
- Илия Гогев (1933 –) – краевед, писател, издал книги за историята на селото;
- Камен Зидаров (1902 – 1987) – български поет, драматург и преводач;
- Свещеник Марко Тодоров Белмарков – виден църковен и културен деец, храм „Св. Пророк Илия“;
- Стефан Йорданов Станев (1938 –) – български ботаник и публицист, професор, живее в гр. Пловдив;
- Кина Мутафова (1936 –) – българска актриса;
- Славка Маркова Белмаркова – Тимчева (1924 г.) – училищен деец, краевед, автор на етнографска теза – история на с. Драганово, съхранява се в библиотеката на Софийски университет „Св. Климент Охридски“;
- Румен Стоянов (1941-) – български поет, писател, преводач, дипломат, професор в Софийския университет „Св. Климент Охридски“.